# Sindhi
Sindi (Sindhi).- Narod indoeuropske porodice nastanjen u Pakistanu i Indiji. Svoje ime dobili su po riječi Ind, a sami sebe nazivaju Pukka, ili  'pravi (Sindi)' . Pojavom arapskog osvajača 711. je uveden islam u Pakistan. Do 1947. muslimanski i hindu-Sindi žive zajedno u istom području, dok su danas muslimani poglavito naseljeni u Pakistanu, a većina muslimanskih Sindija nakon te godine emigrira iz Indije u muslimanski Pakistan, gdje su još poznati kao muhajireen (=izbjeglice). Ostatak Sindi-populacije rasipana je širom svijeta, napose od Srednjeg Istoka do velikog poslovnog centra Hong Konga.
Prije podjele Indije i Pakistana, Hindu-Sindi vlasnici su većine zemlje i drže monopol na industriju trgovinu i naobrazbu. Muslimanski Sindi bijahu tek radnici i zakupnici. 
Danas su Sindi uglavnom farmeri koji navodnjavaju svoja tla, a njihova glavna kultura je pšenica, riža, pamuk, šećerna trska, različito voće i neke uljarice. Drže se također i ovce, koze i kamile. Oni Sindi što žive po gradovima rade kao trgovci, pravnici, učitelji i liječnici.
Tipična kuća Sinda je od blata ili pečenih opeka, opasana visokim zidovima, tako dizajnirane da muški gost nikada nije u mogućnosti vidjeti domaćinovu ženu. 
Temeljna jedinica sindi-društva je obitelj, patripotestalna, u kojoj je muškarac glava obitelji. Sindi su, što nije tipično muslimanima, skloni organizaciji u hereditarne kastolike grupe. Kod muslimana nalazimo ženu koja svoj dom napušta tek u izvanrednim prilikama, kao što su posjet svetištima ili rodbini. One na sebi nose duge crne haljine i svoja lica prekrivaju velom.
Ženidba je tradicionalno ograničena na vlastitu socijalnu klasu. Preferira se ženidba među bratučedima a zaruke traju veoma dugo. Ženidbena ceremonija uključuje i čitanje iz Kurana pripremana od lokalnog muslimanskog učitelja. 
Sindi poznaju kroz godinu i nekoliko festivala na kojima izvode svoje pjesme, plesove i čitanje poezije. 
Većina Sindija u Afganistanu (gdje ih ima oko10,000) su hanafiti, ali se kod ruralne populacije još očuvalo vjerovanje u duhove. 
Populacija 2000. iznosi preko 26,000,000. Dijalekti:  bhatia, jadeji, kachchhi, kayasthi, lari, lasi, thareli, thari, viccholi, visholi.

## Vanjske poveznice
- Sindhi of Afghanistan